# (38205) 1999 MH1
1999 MH1 (asteroide 38205) é um asteroide da cintura principal. Possui uma excentricidade de 0.19863900 e uma inclinação de 13.46507º.
Este asteroide foi descoberto no dia 20 de junho de 1999 por LONEOS em Anderson Mesa.